# 아모르 데 망이
《아모르 데 망이》(포르투갈어: Amor de Mãe)는 2019년부터 2021년까지 방영된 브라질의 텔레노벨라이다.